# 2015年歐洲運動會科索沃代表團
科索沃預計將參加2015年6月12日至28日在亞塞拜然巴庫舉行的2015年歐洲運動會。